# Internet Movie Firearms Database
Internet Movie Firearms Database (Internetska filmska baza podataka vatrenog oružja), skraćeno IMFDb, internetska je baza podataka vatrenog oružja koja su korištena ili prikazana u filmovima, TV serijama, videoigrama i animeima. To je wiki koja koristi MediaWiki softver, te ima sličnu funkciju kao i (nepovezani) IMDb, koji se bavi industrijom zabave. IMFDb također sadrži članke o glumcima, pa čak i o nekim popularnim likovima, poput Jamesa Bonda, s popisom pojedinih oružja koje je koristio u filmovima. Integriran u web stranicu, IMFDb je uslužni poslužitelj slika, sličan Zajedničkom poslužitelju (Wikimedia Commons), ali samo s urednim kvalitetnim slikama visoke rezolucije oružja, logotipa proizvođača i snimki ekrana.

## Povijest
Korisnik "Bunni" je pokrenuo stranicu u svibnju, 2007. IMFDb je izvorno napravljen, kako bi se olakšalo prepoznavanje vatrenih oružja u holivudskim filmovima. Prvih nekoliko mjeseci nakon svog osnutka, na popisu je navedeno desetak filmova, uključujući Matrix, Vod smrti i Pakleni šund. Kako je stranica rasla, tako je i njezin sadržaj bio sve veći. U lipnju 2007., stranica je započela raditi i s televizijskim serijama. Stranica se od tada proširila s člancima o videoigrama i japanskim animeima.
Danas, stranica ima više od 2600 filmova, skoro 500 TV serija, preko 450 videoigara i blizu 200 serija animea.
IMFDb je korišten kao referentni izvor vlasnika nekoliko streljana u Las Vegasu, Nevadi. Nakon što su klijenti pitali za unajmljivanje određenih vrsta oružja korištenih u filmovima i videoigrama, vlasnici streljane koristili su IMFDb da bi istražili oružja, koja su tražili klijenti.